# 일광협곡
일광협곡(日光峽谷: Sun Valley)은 중국에서 제작된 하평 감독의 1996년 영화이다. 장풍의 등이 주연으로 출연하였고 풍영 등이 제작에 참여하였다.

## 출연

### 주연
- 장풍의
- 양귀매

### 조연
- 왕학기
- 곡봉
- 진원

## 제작진
- 미술: 양강
- 제편: 윤일도